# Krzywa Watta

Krzywa Watta o parametrach a=2.1, b=2.2, c=0.6

Krzywa Watta o parametrach a=3.1, b=1.1, c=3.0

Krzywa Watta o parametrach a=1, b= c=1

Krzywa Watta – krzywa płaska, tworzona za pomocą dwóch okręgów o promieniach {\displaystyle b} i środkach oddalonych od siebie o {\displaystyle 2a,} usytuowanych np. w punktach {\displaystyle (\pm a,0);} gdy końce odcinka prostoliniowego o długości {\displaystyle 2c} ślizgają się po okręgach, to punkt środkowy odcinka kreśli krzywą Watta.
Krzywa ta została odkryta w związku z pionierskimi pracami Jamesa Watta nad silnikiem parowym.

## Współrzędne kartezjańskie
Krzywa Watta jest krzywą algebraiczną szóstego stopnia, tzn. w układzie współrzędnych kartezjańskich jej równanie jest wielomianem szóstego stopnia {\displaystyle W(x,y)} zmiennych {\displaystyle x} oraz {\displaystyle y} (stopień wielomianu jest to maksymalny stopień jego wszystkich składników postaci {\displaystyle x^{i}y^{j}}), tj.
{\displaystyle (x^{2}+y^{2})(x^{2}+y^{2}-d^{2})^{2}+4a^{2}y^{2}(x^{2}+y^{2}-b^{2})=0,}
gdzie {\displaystyle d^{2}=a^{2}+b^{2}-c^{2}.}

## Współrzędne biegunowe
Równanie krzywej Watta w układzie współrzędnych biegunowych ma postać:
{\displaystyle r^{2}=b^{2}-\left[a\sin \theta \pm {\sqrt {c^{2}-a^{2}\cos ^{2}\theta }}\right]^{2}.}

## Genus
Krzywa Watta ma genus rzędu 1 z niezmiennikiem j danym wzorem
{\displaystyle j={\frac {256{\big (}(b^{2}-1)^{4}-2a^{2}(b^{2}+1)(b^{2}-1)^{2}+a^{4}(b^{4}-b^{2}+1){\big )}^{3}}{a^{8}b^{4}(b^{2}-1)^{2}{\big (}(a+b)^{2}-1{\big )}{\big (}(a-b)^{2}-1{\big )}}}.}